# Chatham (Virginia)
Chatham ist eine Stadt (town) im US-Bundesstaat Virginia. Das U.S. Census Bureau hat bei der Volkszählung 2020 eine Einwohnerzahl von 1.232 ermittelt. Chatham ist Sitz der Countyverwaltung (County Seat) des Pittsylvania County.
In Chatham liegt die Hargrave Military Academy, eine angesehene Vorbereitungsschule auf Militäraufgaben. Entsprechend gehören zu den mit der Stadt in Bezug stehenden Personen überwiegend Politiker.

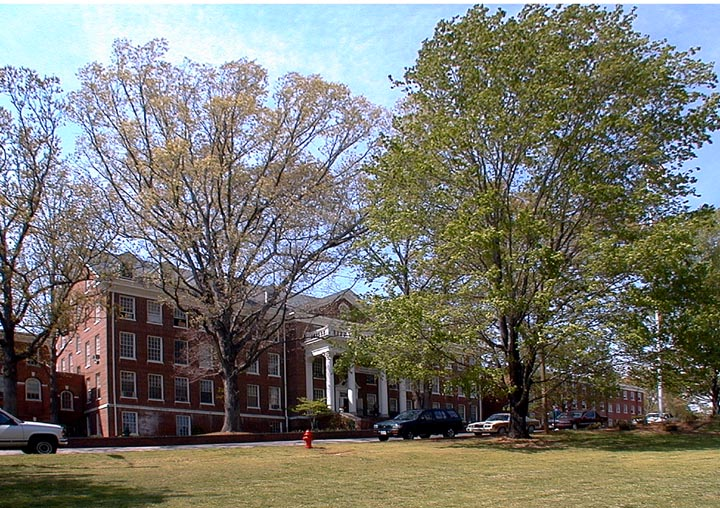
Hauptgebäude der Hargrave Military Academy

## Persönlichkeiten
- Isaac Coles (1747–1813), Politiker
- Walter Coles (1790–1857), Politiker
- Dan Daniel (1914–1988), Politiker
- Robert Hurt (* 1969), Politiker
- Walter B. Jones (1943–2019), Politiker
- Vernon Macklin (* 1986), Basketballspieler
- William Tredway (1807–1891), Politiker
- David West (* 1980), Basketballspieler
- Joseph Whitehead (1867–1938), Politiker